# Náměr

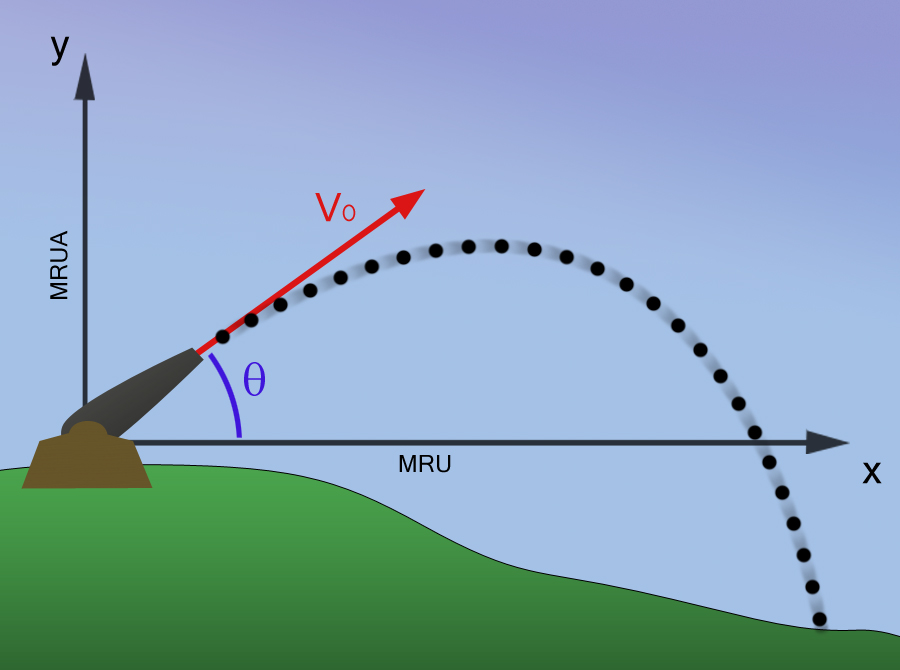
Na obrázku je elevační úhel (náměr) označen řeckým písmenem θ

Náměr je elevační úhel, odklon osy hlavně (zpravidla dělostřelecké zbraně) od vodorovné roviny. Udává se ve stupních. Je-li náměr vyšší než 0°, ústí hlavně směřuje nahoru, při náměru nižším než 0° (tzv. deprese, záporný náměr) směřuje ústí hlavně dolů. Pro různé druhy zbraní jsou typické různé náměry – např. pro houfnice a minomety je typická nepřímá palba vrchní skupinou úhlů a výrazně balistická dráha střely, zatímco kanóny vedou palbu spodní skupinou úhlů a střela má relativně plochou trajektorii.

## Další interpretace a použití slova náměr
Náměr neboli naměřená hodnota je číselné zobrazení měřené veličiny na daném měřidle. Jako například náměry tepelných hodnot či odečty apod. Náměr je zapisován v číselné podobě či graficky zaznamenáván do grafu.
V lodní dopravě resp. navigaci je náměr úhel (v rozsahu 0° až 359,5°), který je sevřen mezi sledovaným objektem a poledníkem (severem), a jehož vrcholem je pozice lodi (pozorovatele). Pomocí náměrů prováděných ručním zaměřovacím kompasem lze do mapy zakreslit přímky, tzv. poziční linie a pomocí nich určit polohu plavidla.